# Show Luo
Show Luo, de son vrai nom Luo Zhi Xiang, aussi connu sous le nom de Alan Luo, (30 juillet 1979 à Taïwan), est acteur, chanteur, présentateur et danseur taïwanais.
Il est particulièrement connu pour son rôle de présentateur de l'émission de divertissement et d'information, 100 % Entertainment (娛樂百分百) sur la chaîne GTV.
Show Luo, dont la popularité ne cesse de croître auprès de la population asiatique, est connu sous le nom de « Asia dancing king » (Roi de la danse de l'Asie). Sa célébrité s'étend jusqu'au Japon, ou encore en Corée du Sud. Il est l'un des artistes les plus sponsorisés d'Asie. 
Il parle le taïwanais, le mandarin, et le japonais. Il possède une ligne de vêtements (Show Stage).
Show Luo est aussi connu pour être très serviable et à l'écoute de sa mère. En effet, son père, étant décédé, l'a poussé à prendre encore plus soin de sa famille.

## Biographie

### Enfance et jeunesse
Né dans une famille aimant la musique, Show commença la batterie à l'âge de trois ans. Il est très connu sous le pseudonyme de Xiao Zhu (小豬), et est très souvent appelé ainsi dans les médias etc. Xiao Zhu signifie "Petit Cochon" car durant son enfance, Show était plutôt rondelet.
Il gagna le second prix dans un concours de chant à l'âge de 7 ans.
En 2003, Show lança sa carrière solo et sortit son premier album Show Time et travaille depuis sur un large éventail de genres, tels que le hip hop, le R&B. Il a également collaboré avec des artistes tels que Jolin Tsai, Jay Chou, Vivian Hsu, Rainie Yang et beaucoup d'autres célébrités.

### Vie privée
Show Luo est actuellement en couple avec Grace Chow (周揚青). 

## Discographie
- 2003, Showtime
- 2004, Expert Show (達人Show)
- 2005, Hypnosis Show (催眠Show)
- 2006, Speshow
- 2007, Show Your Dance (舞所不在)
- 2008, Trendy Man (潮男正傳)
- 2010, Rashomon (羅生門)
- 2011, Only For You (獨一無二)
- 2012, 9ood Show (有我在)
- 2013，狮子吼

## Télévision
Les dramas où il a joué sont : 
- 2012, Heartbeat Love / 再一次心跳 ; avec Rainie Yang ;
- 2009, Hi, My Sweetheart ; avec Rainie Yang ;
- 2008, Hot Shot ; rôle "Yuan Da Ying"
- 2007, Corner with Love ; rôle Qing Lang ;
- 2004, The Outsiders II ;
- 2003, Hi! Working Girl ;
- 2002,  Spicy Hot Teacher ;
- 2001, The Youth of Liang Shan Bo and Zhu Ying Tai ;
- 2000, Girls Go Forward ;

## Filmographie
- The Mermaid (2016)
- Button Man
- Two and Half Detectives- There are Ghosts in the School's Backyard
- Expect A Miracle (année 2001)
- 2017 : Bleeding Steel de Leo Zhang : Li Sen